# Паалі (озеро)
Па́алі (ест. Paali järv) — природне озеро в Естонії, у волості Вастселійна повіту Вирумаа.

## Розташування
Паалі належить до Чудського суббасейну Східноестонського басейну.
Озеро лежить на північ від села Мутсу.

## Опис
Загальна площа озера становить 1,4 га. Довжина берегової лінії — 757 м.